# 徐遠征
徐遠征（英語：Oliver Xu，1996年12月19日—），香港籃球運動員，司職後衛，母親劉克先是前中國國家籃球隊成員，而其父親徐增平也曾是廣州軍區男籃隊的一員，現效力於中國男子籃球職業聯賽南京同曦。

## 球會生涯
2016年5月17日，徐遠征首度為永倫上陣，並與哥哥徐遠成同場合作，協助球隊以103–77擊敗飛鷹。2022年12月23日，徐遠征加盟香港東方。2023年8月15日，徐遠征加盟晉裕灣區翼龍，然而當地球隊解散；後重返香港東方出戰本土賽事。。2024年，徐遠征曾效力TAT亞洲籃球巡迴賽球隊香港珍寶。2025年1月1日，日本B聯賽球隊岩手大公牛宣布徐遠征以亞洲外援身份加盟，成為首位效力於日本籃球聯賽的香港球員。
2025年，徐遠征參加CBA選秀，並於首輪第9順位被南京同曦選中。

## 國際賽生涯
2023年7月，徐遠征入選2022年亞洲運動會香港代表團男籃項目名單。

## 外部連結
- 徐遠征在fiba.basketball（英语）
- 徐遠征在B.LEAGUE官網（日语）
- 徐遠征在Sports-Reference.com（NCAA）（英语）
- 徐遠征在Eurobasket.com（球員）（英语）
- 徐遠征在RealGM（球員）（英语）
- 徐遠征在Flashscore（英语）